# Зелене (Жмеринський район)
Зеле́не — село в Україні, у Копайгородській селищній громаді Жмеринського району Вінницької області.

## Географія
Село розташоване за 79 км від обласного центру,  41 км від районного центру та 7 км від адміністративного центру громади. В селі бере початок річка Безіменна, ліва притока Лядової. На околиці села розташована залізнична станція Копай (за 1 км).

## Історія
Село Зелене засноване 1929 року. До революції на території сучасного села Зелене росли кремезні дуби. Цим урочищем володів пан Богуцький. Згодом він перепродав цю територію іншому, багатому Волошину. Вже при радянській владі, коли в Копайгороді існував районний центр, у райвиконкомі працював інженером-будівельником та архітектором Данило Шлапак, родом з Мар'янівки.
Посватавши в сусідніх Володіївцях молоду дівчину Ганну, Данило вирішив господарювати самостійно на власній землі. Викупив у Волошина згадану місцину всього за два воли. Новий власник вирізав частину дубів і спорудив із заготовленого матеріалу велику стодолу. Тут і народилася дочка Галина у липні 1928 року, яка стала першою корінною жителькою майбутнього села. Невдовзі звели й хату, котра збереглася до наших днів. Отже, на початку існування село мало назву Червона Дубина, оскільки там росло багато дубів. На даний момент в селі залишився лише один дуб, який самотньо височить на пагорбі і є єдиним свідком усіх подій ХХ століття. Згодом назву села перейменували на хутір Кірова, а згодом в село Зелене. Така назва неспроста, тут надзвичайно красива природа. Село з одного боку оточене лісом, у якому ростуть могутні дерева, а з іншого — полем, на якому колосяться жито та пшениця. Також є невеличкий ставок, який невблаганно старіє(заростає очеретом).
В центрі села побудована церква Святого Миколая за кошти меценатів, які є місцевими жителями.
12 червня 2020 року, відповідно до розпорядження Кабінету Міністрів України № 707-р «Про визначення адміністративних центрів та затвердження територій територіальних громад Вінницької області», село увійшло до складу Копайгородської селищної громади.
19 липня 2020 року, в результаті адміністративно-територіальної реформи та ліквідації Барського району, село увійшло до складу Жмеринського району.